# Eduard Devrient

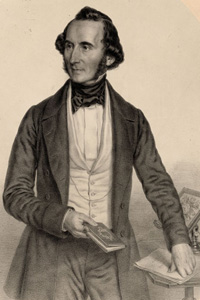
Philipp Eduard Devrient

Philipp Eduard Devrient (* 11. August 1801 in Berlin; † 4. Oktober 1877 in Karlsruhe) war ein deutscher Schauspieler, Sänger der Stimmlage Bassbariton und Theaterleiter.

## Leben
Die Familie Devrient stammt ursprünglich vom Niederrhein und hat flämische Wurzeln („De Vrient“). Eduard Devrient war der Sohn des Kaufmanns Tobias Philipp De Vrient und dessen Ehefrau Marie Charlotte Prittschow; die Schauspieler Karl August Devrient und Gustav Emil Devrient waren seine Brüder.
Devrient erlernte einen kaufmännischen Beruf, gab diesen aber bereits 1819 wieder auf. Durch den schauspielerischen Ruhm seines Onkels Ludwig Devrient angezogen, wandte er sich – gegen den heftigen Protest der Eltern – dem Schauspielerberuf zu. Musikalisch ausgebildet in Gesang und Generalbass vom Musiker Carl Friedrich Zelter, sang Devrient bereits 1819 die Hauptpartie in Carl Heinrich Grauns „Tod Jesu“ in der Sing-Akademie zu Berlin und debütierte als Bassist an der Königlichen Oper Berlin, der er von 1819 bis 1831 angehörte. Schlagartig wurde Devrient bekannt, als er am 11. März 1829 in Berlin mit Felix Mendelssohn Bartholdy die Wiederaufführung der Matthäuspassion von Johann Sebastian Bach mit der Sing-Akademie zu Berlin bewerkstelligte. Felix Mendelssohn Bartholdy dirigierte die Aufführung und Devrient sang den „Jesus“. Mitglied, später Ehrenmitglied in der Sing-Akademie war er 1818–1851.
1824 heiratete Devrient Therese, eine Tochter des Kaufmanns Simon Schlesinger; mit ihr hatte er eine Tochter und vier Söhne, darunter den späteren Regisseur Otto Devrient.
Nach einer schweren Krankheit, die ihn wegen Überanstrengung seine Singstimme kostete, gab Devrient 1831 seine Karriere als Sänger auf. Er ging als Schauspieler nach Berlin und 1844 ans Hoftheater nach Dresden, wo er bis 1852 als Nachfolger von Ludwig Tieck wirkte. Devrient stellte am Theater zum Teil noch heute beachtete Regeln für das „historische Kostüm“ auf. Der heute allgemein übliche Ablauf von Theaterproben (von der Leseprobe bis zur Generalprobe) geht ebenfalls weitgehend auf Devrient zurück.

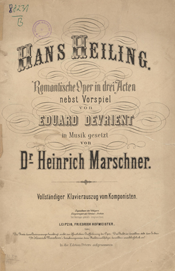
Hans Heiling, Klavierauszug

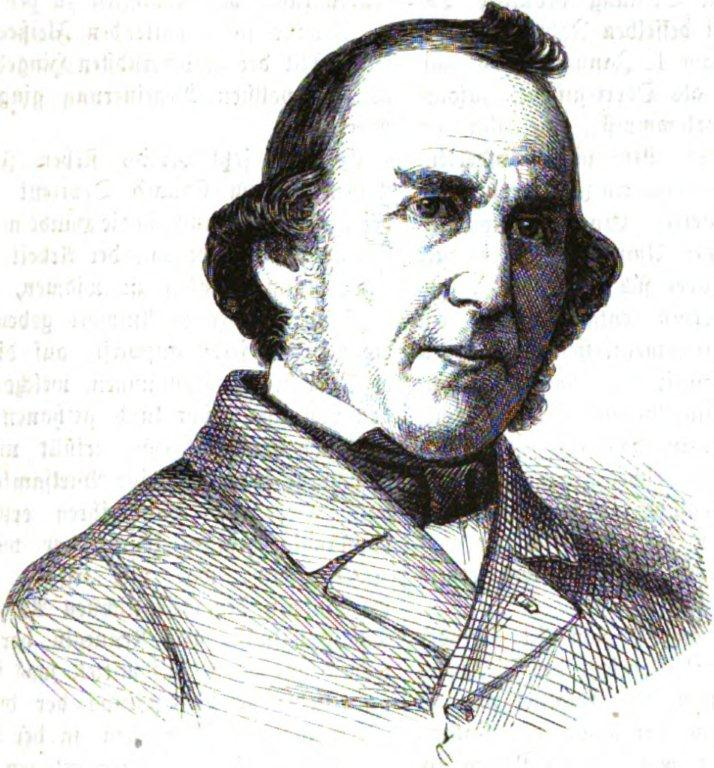
Eduard Devrient, 1860

Während dieser Zeit begann Devrient auch eigene Stücke für sein Theater zu schreiben; daneben arbeitete er mit Kollegen zusammen, unter anderen mit Richard Wagner, der zur gleichen Zeit Hofmusikdirektor in Dresden war. Das Libretto von Heinrich Marschners Oper Hans Heiling stammt aus Devrients Feder, er sang auch die Titelpartie des Hans Heiling bei der Berliner Uraufführung am 24. Mai 1833.  Nach dem Vorbild des Conservatoire de Paris wollte Devrient auch in Deutschland eine Ausbildungsstätte für Schauspieler etablieren. Damit führte er die Theorien von den „Vätern der Schauspielkunst“ Wolfgang Heribert von Dalberg und Conrad Ekhof weiter.
Devrients Thesen zu diesem Thema finden sich in seinem Werk Geschichte der deutschen Schauspielkunst und sind teilweise heute noch gültig. 1848 ließ sich der Kultusminister Adalbert von Ladenberg ausführlich von Devrient darüber informieren.
Im Herbst 1852 nahm Devrient einen Ruf als Direktor des Hoftheaters nach Karlsruhe an, wo er später zum Generaldirektor ernannt wurde. Er hatte dort die Reorganisation des äußerlich wie innerlich zerrütteten Hoftheaters vorzunehmen und es gelang ihm, in einer mehr als 17-jährigen Leitung den Beweis von der Ausführbarkeit alles dessen zu liefern, was er in seinen dramaturgischen Schriften als Aufgabe der Schauspielkunst hingestellt hatte. Die korrekte und lebendige Totalwirkung der Darstellungen sicherte er durch unermüdliche Sorgfalt und lehrhaften Einfluss, wobei ihm seine schon in Berlin, Dresden, Karlsruhe und Mannheim bewährte Kunst des dramatischen Vorlesens zu Hilfe kam.
Nachdem er 1869 sein 50-jähriges Künstlerjubiläum gefeiert hatte, legte er im Jahr darauf die Direktion aus gesundheitlichen Gründen nieder. Er starb am 4. Oktober 1877 in Karlsruhe. Devrient hat sich als Schriftsteller für die Bühne bedeutende Verdienste erworben.

## Werke
- Die Kirmes
- Der Zigeuner
- Das graue Männlein
- Die Gunst des Augenblicks
- Verirrungen
- Treue Liebe
- Hans Heiling (Libretto, Komponist: Heinrich Marschner)
- Das Erbe von Hohenegk (Libretto, Komponist: Moritz Heinrich Hauser), UA 1855 in Leipzig
- Wer bin ich? Leipzig 1846
- Briefe aus Paris (2. Aufl., Berl. 1846)
- Über Theaterschulen. Berlin 1840
- Das Nationaltheater des neuen Deutschland. Berlin 1848 (Digitalisat und Volltext im Deutschen Textarchiv)
- Über das Passionsspiel von Oberammergau. Berlin 3. Aufl. 1880
- Geschichte der deutschen Schauspielkunst (Leipzig 1848–74, 5 Bde.).
- Meine Erinnerungen an Felix Mendelssohn Bartholdy und seine Briefe an mich. Leipzig 1872
- Deutschen Bühnen- und Familien-Shakespeare. Leipzig 1873 ff (zusammen mit seinem Sohn Otto)
- Eine Gesamtausgabe seiner Schriften erschien in Leipzig 1846–74 (11 Bde.).